# Möser-Loge Nummer 4 von Hannover
Die Möser-Loge Nr. 4 von Hannover in Osnabrück war eine im 19. Jahrhundert gegründete Logenvereinigung, die nicht den Freimaurern angehörte, sondern einem unabhängigen und in Großbritannien entstandenen Orden, dem Independent Order of Odd Fellows. Die nach dem Osnabrücker Juristen, Staatsmann, Literaten und Historiker Justus Möser kurz auch als Möserloge oder Möser-Loge bekannte Gruppe war aufgrund der Verfolgung und Liquidation durch die Nationalsozialisten bis in das 21. Jahrhundert hinein beinahe vollständig ausgelöscht und vergessen worden. So galt eine in Düsseldorf im Jahr 2007 ersteigerte und dem Logen-Großmeister Adolf Edel gewidmete Medaille daher zeitweilig als „[…] einziges bekanntes Zeugnis der Möser-Loge zu Osnabrück.“

## Geschichte
Die Möser-Loge Nr. 4 von Hannover wurde 1889 in Osnabrück gegründet als eine Vereinigung insbesondere von Kaufleuten. Spätestens um die Wende zum 20. Jahrhundert machten sie das Haus Lange zu ihrem Versammlungshaus, das zuvor und bis 1892 von der Osnabrücker Familie Hilger bewohnt worden war. Über dem Eingang dieses Gebäude brachte die Loge dann die Buchstaben I.O.O.F. an, die englischsprachige Abkürzung für „Independent Order of Odd Fellows“.
Zu den frühen Mitgliedern der Loge zählten unter anderem der Kaufmann Bernhard ten Breuel, der Prokurist Julius Thöle, Friedrich Rosebrock, der Auktionator Rudolf Meinberg, August Balcke sowie Otto Ostendorf.
Eine herausragende Rolle spielte jedoch Adolf Edel. Die ihm von der Möser-Loge gewidmete, undatierte Medaille aus Silber wurde mit Jugendstil-Elementen verziert und daher von Fachleuten auf die Zeit um 1900 datiert. Durch die Umschrift widmete die Loge das Gedenkstück „Ihrem Distrikts-Großmeister Dr. A. Edel zur silbernen Hochzeit“.
Außerhalb Osnabrücks hat sich aus der Zeit des Ersten Weltkrieges zudem ein maschinenschriftlich gedruckter und am 13. November 1915 von ihrem Bruder und Distrikts-Großmeister Edel in Hannover gehaltener Vortrag über die „Kriegsarbeit in den Logen“ erhalten. Zudem war Doktor Adolf Edel der Name einer ebenfalls Anfang des 20. Jahrhunderts in Hannover betriebenen Buchhandlung.
Die Bezugnahme auf Justus Möser drückte die Möserloge 1921 durch die Niederlegung eines Kranzes am Denkmal des Staatsmannes und Dichters aus. Aus der Zeit der Weimarer Republik hat sich im Adressbuch der Stadt Osnabrück von 1926 ein weiterer Hinweis auf die Möser-Loge erhalten, nach dem die Möser-Loge nach wie vor im Haus Lange tagte.
Nach der Machtergreifung im Jahr 1933 löste sich die Möser-Loge, die schon zu Beginn der Zeit des Nationalsozialismus aufgrund einer angeblich „[…] jüdisch-freimaurerischen Weltverschwörung“ verfolgt wurde, am 5. Mai 1933 auf. Im Vereinsregister wurde am 20. Mai 1935 vermerkt: „Die Liquidation ist beendet, die Auflösung ist durchgeführt“.